# Gedenkstätte Operation Anthropoid

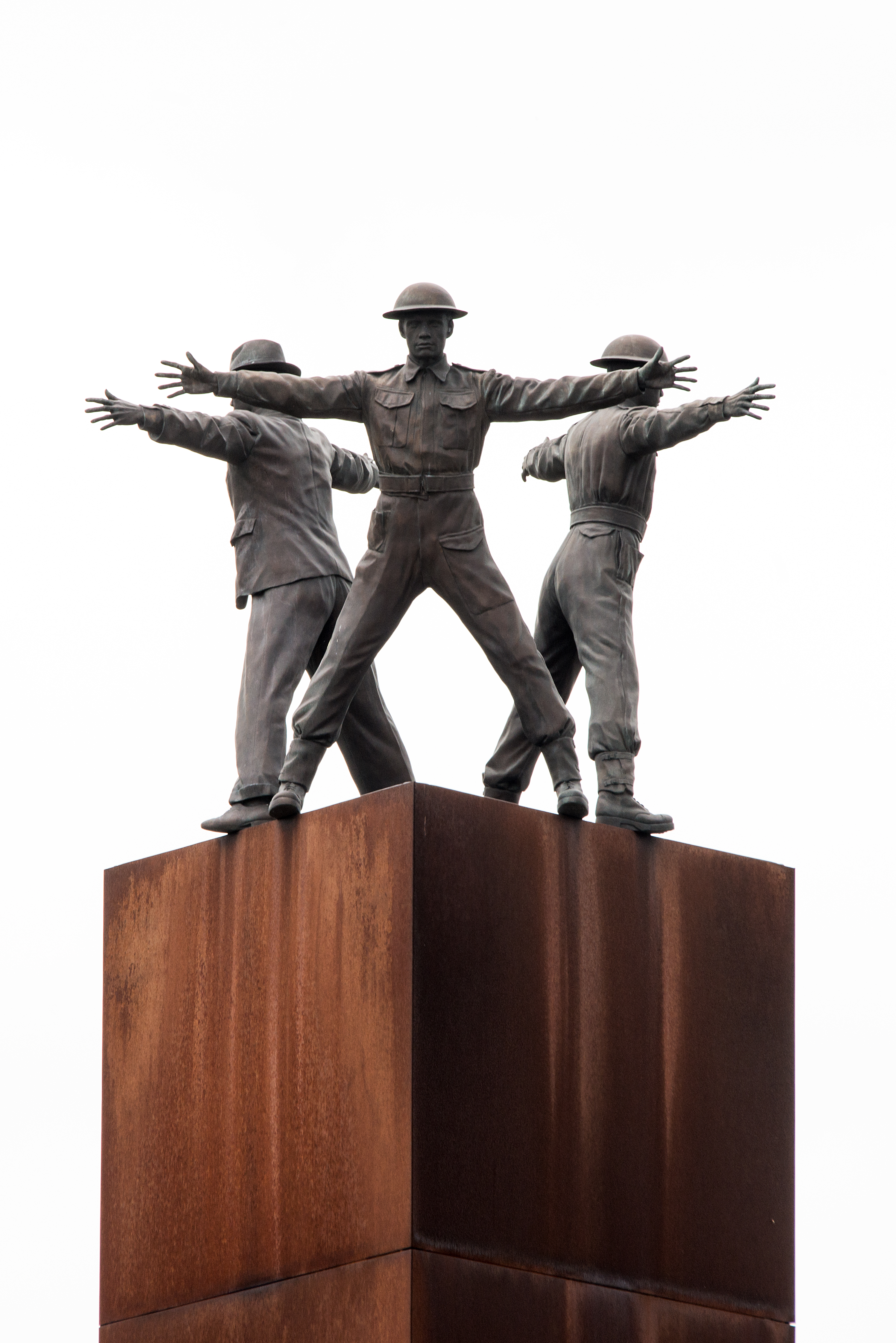
Mahnmal zum Gedenken an die Operation Anthropoid

Die Gedenkstätte Operation Anthropoid ist ein Mahnmal im Prager Stadtteil Libeň, das an das Attentat auf Reinhard Heydrich am 27. Mai 1942 erinnert. Die Operation Anthropoid wurde von dem tschechischen Widerstandskämpfer Jan Kubiš und dem slowakischen Widerstandskämpfer Jozef Gabčík ausgeführt. Durch eine Ladehemmung der benutzten Maschinenpistole und den Fehlwurf der eingesetzten Hawkins-Granate konnte Heydrich nicht sofort getötet werden, er starb jedoch an den Folgen acht Tage nach dem Attentat. Heydrich war als Stellvertretender Reichsprotektor in Böhmen und Mähren und als Architekt der sogenannten „Endlösung“ für zahlreiche NS-Verbrechen verantwortlich. Es war – neben dem Attentat auf den eher unbedeutenden Wilhelm Gustloff 1936 im schweizerischen Davos – der einzige erfolgreiche Anschlag auf einen führenden NS-Funktionär – noch dazu an einem Ort innerhalb seines direkten Machtbereichs.
Die Gedenkstätte wurde im Jahr 2009 an der Omnibushaltestelle Vychovatelna errichtet, die sich heute exakt am Ort des Attentats befindet.

## Das Attentat
„Die Ermordung Heydrichs war zweifellos die bedeutendste Tat der tschechischen Widerstandsbewegung gegen die Nazi-Besetzung auf europaweiter Ebene. Keiner der Widerstandsbewegungen der anderen Länder, die von den Nazis besetzt wurden, gelang es, ein derart hochrangiges Ziel zu erreichen.“

Reinhard Heydrich, Chef des Reichssicherheitshauptamtes und Hauptarchitekt des Holocaust, war ab Ende September 1941 De-facto-Nachfolger von Konstantin von Neurath als Reichsprotektor im besetzten Böhmen und Mähren. Die Tschechoslowakische Exilregierung mit Sitz in London plante Heydrichs Ermordung unter dem Decknamen Operation Anthropoid. Bereits Ende Dezember 1941 wurden einige Angehörige der tschechoslowakischen Exilarmee mit Fallschirmen in der Nähe von Prag abgesetzt, darunter die Offiziere Jozef Gabčík und Jan Kubiš. Die beiden Männer – Ersterer Slowake, Letzterer Tscheche – führten am 27. Mai 1942 den Anschlag auf Heydrich aus, der wegen einer Ladehemmung der Sten Gun von Gabčík beinahe scheiterte. Die von Kubiš geworfene Granate verfehlte den Innenraum von Heydrichs Wagen und zerstörte nur den rechten Radkasten. Heydrich überlebte vorerst, starb jedoch acht Tage später an einer Sepsis. Gabčík und Kubiš flüchteten, konnten sich gemeinsam mit fünf weiteren Widerstandskämpfern in der Kirche St. Cyrill und Method verstecken, wurden verraten und kämpften schließlich in den frühen Morgenstunden des 18. Juni 1942 in einem mehrstündigen Feuergefecht gegen 350 SS-Männer. Kubiš und zwei weitere Männer fielen im Kircheninneren, die anderen flüchteten in die Krypta und nahmen sich, nachdem die SS Tränengas eingesetzt und begonnen hatte die Krypta zu fluten, das Leben.

## Planung
Kubiš und Gabčík wurden nach dem Untergang des NS-Regimes in der wieder errichteten Tschechoslowakei als Nationalhelden verehrt. Nach Jozef Gabčík wurde die slowakische Gemeinde Gabčíkovo benannt und infolgedessen auch das danach benannte Donau-Kraftwerk Gabčíkovo. Zahlreiche Straßen in Tschechien und in der Slowakei tragen die Namen von Jozef Gabčík und Jan Kubiš. Ein zentrales Denkmal jedoch fehlte. Der Stadtbezirk Prag 8 übernahm dies als Aufgabe, da das Attentat in dessen Stadtteil Libeň ausgeführt wurde. Am Ort des Geschehens befindet sich heute eine stark frequentierte Ausfallstraße Richtung Norden.
Der Wettbewerb für die Gedenkstätte formulierte sie als monumentales Symbol für Entschlossenheit und Tapferkeit des tschechoslowakischen Widerstands sowie als Trauerort für das Leid über die grausame Ermordung der Beteiligten und Unbeteiligten des Anschlages im Jahr 1942. Am 18. April 2008 wurde ein Wettbewerb ausgeschrieben. Zwanzig Einreichungen gingen ein; den ersten Preis errang ein Gemeinschaftsentwurf der Bildhauer David Moješčík und Michal Šmeral sowie der Architekten Miroslava Tůmová und Jiří Gulbis. Die beiden Bildhauer hatten zuvor bereits einige Kunstwerke im öffentlichen Raum gestaltet.

## Gestaltung

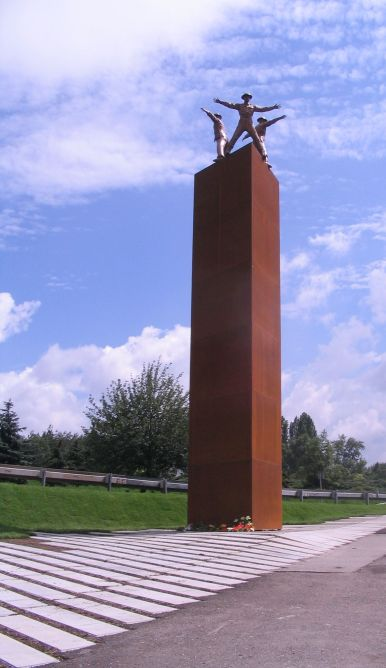
Gesamtansicht

Das Grundkonzept des Denkmals beruht auf dem dreieckigen Keil der Flagge der Tschechoslowakei, die heute die Flagge Tschechiens ist. Die Silhouetten der Widerstandskämpfer stehen in neun Meter Höhe in fast selbstmörderischer Position am Rand des Sockels. Dies entspricht der Gefahrenlage eines Widerstandsaktes unter der deutschen Diktatur und Besetzung. Zwei der Figuren stellen tschechoslowakische Soldaten dar, der dritte, ein Zivilist, repräsentiert die bedeutende Rolle des zivilen Widerstands. Die Körperhaltung der Figuren erinnert an die des vitruvianischen Menschen von Leonardo da Vinci (1490, im Rahmen seiner Anatomie-Skizzen). Hier wurde wiederum eine Verbindung zum Namen der Operation hergestellt, wird Leonardos Zeichnung als eine Art Grundlage der Anthropometrie angesehen. Zugleich stellt die Wahl dieser Haltung eine Reduktion auf das Essentielle dar, eine Referenz auf die „nackte Existenz“. Die Figuren wurden realistisch dargestellt, jedoch ohne Merkmale bestimmter Personen, ohne Porträts von Beteiligten. Dadurch stehen die drei insgesamt für den tschechoslowakischen Widerstand in den Jahren 1939 bis 1945. Die Entpersonalisierung der Soldaten verweist auch auf das Konzept des „unbekannten Soldaten“.
Inschrift am Fuß des Denkmals:

„An diesem Ort am 27. Mai 1942 um 10:35 Uhr führten die heldenhaften tschechoslowakischen Fallschirmjäger Jan Kubiš und Josef Gabčík einen der bedeutendsten Widerstandakte des Zweiten Weltkriegs durch – die Ermordung des amtierenden Reichsprotektors Reinhard Heydrich. Sie konnten ihre Mission nur mit Hilfe von hundert tschechischen Patrioten durchführen, die ihren Mut mit dem Leben bezahlten.“

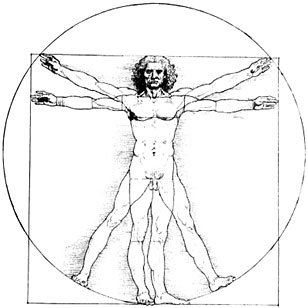
Vitruvianischer Mensch

Die Figuren sind aus Bronzeguss, Vorlagen waren aus Ton modellierte Statuen. Die Säule besteht aus geschweißtem Stahl, von Kortenstahl ummantelt, einer besonders wetterfesten Sorte Baustahl. Das Monument wurde vom Stadtbezirk Prag 8 finanziert, die Kosten betrugen rund 5 Millionen tschechische Kronen.

## Enthüllung

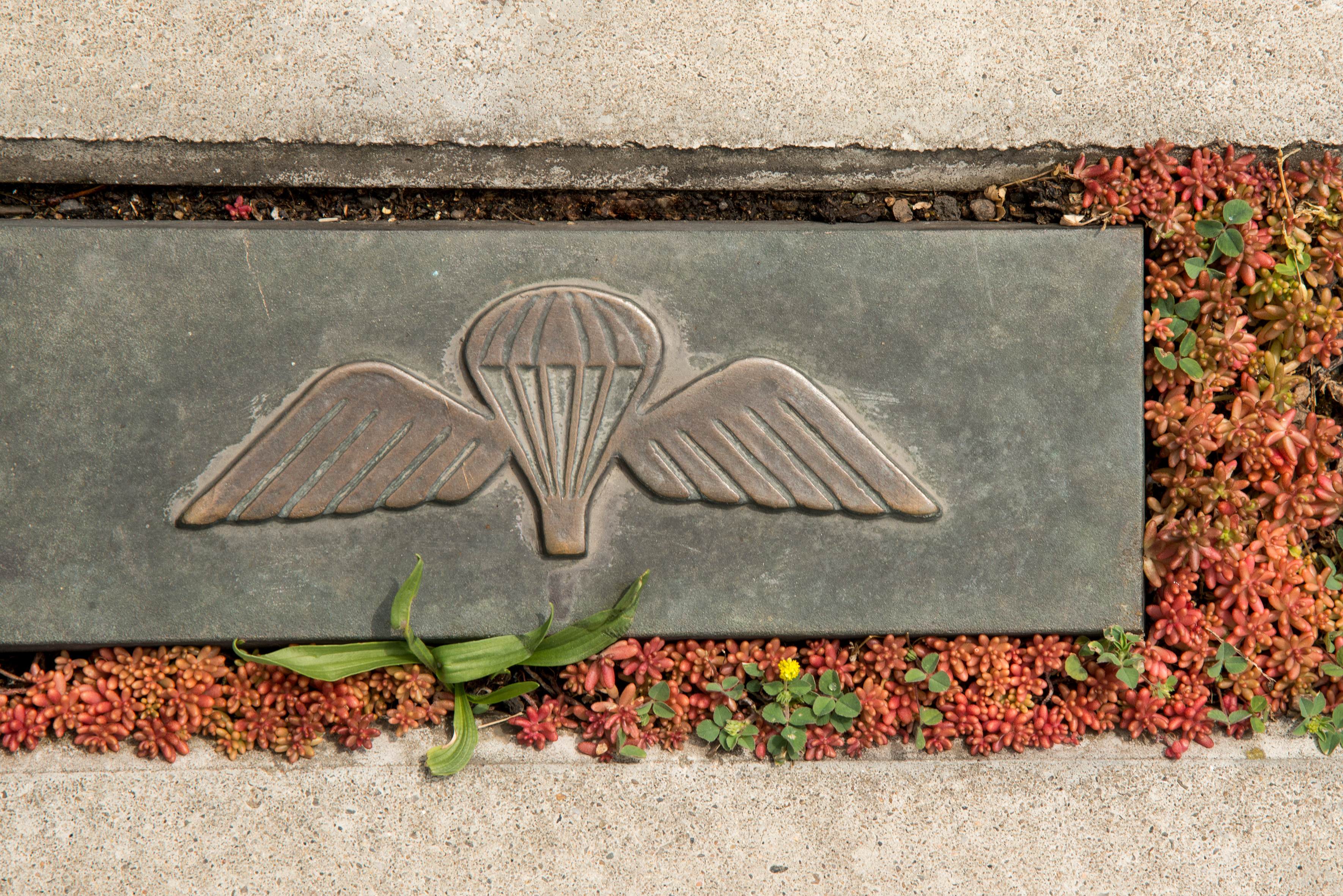
Detail

Das Denkmal wurde am 27. Mai 2009 um 10:35 Uhr der Öffentlichkeit übergeben, exakt 67 Jahre nach dem Attentat. Die Zeremonie vollzogen Repräsentanten von Prag 8, in Anwesenheit von Vertretern des Militärgeschichtlichen Instituts in Prag und von Zeitzeugen. Auf Schloss Libeň wurde am selben Tag die Ausstellung Von München bis zum Attentat eröffnet. Ebenso fand eine Gedenkfeier auf dem Friedhof Ďáblice statt.